# Agnolo Gaddi
Agnolo Gaddi (1350 - 15 d'octubre de 1396) va ser un pintor italià. Era fill de Taddeo Gaddi. Va viure en una època de transició per a l'art en general i, particularment, per a l'art florentí. Pregonament influït — igual que son pare — per Giotto, no reeixí a aportar cap renovació i pot ser considerat un dels darrers seguidors del gran mestre.

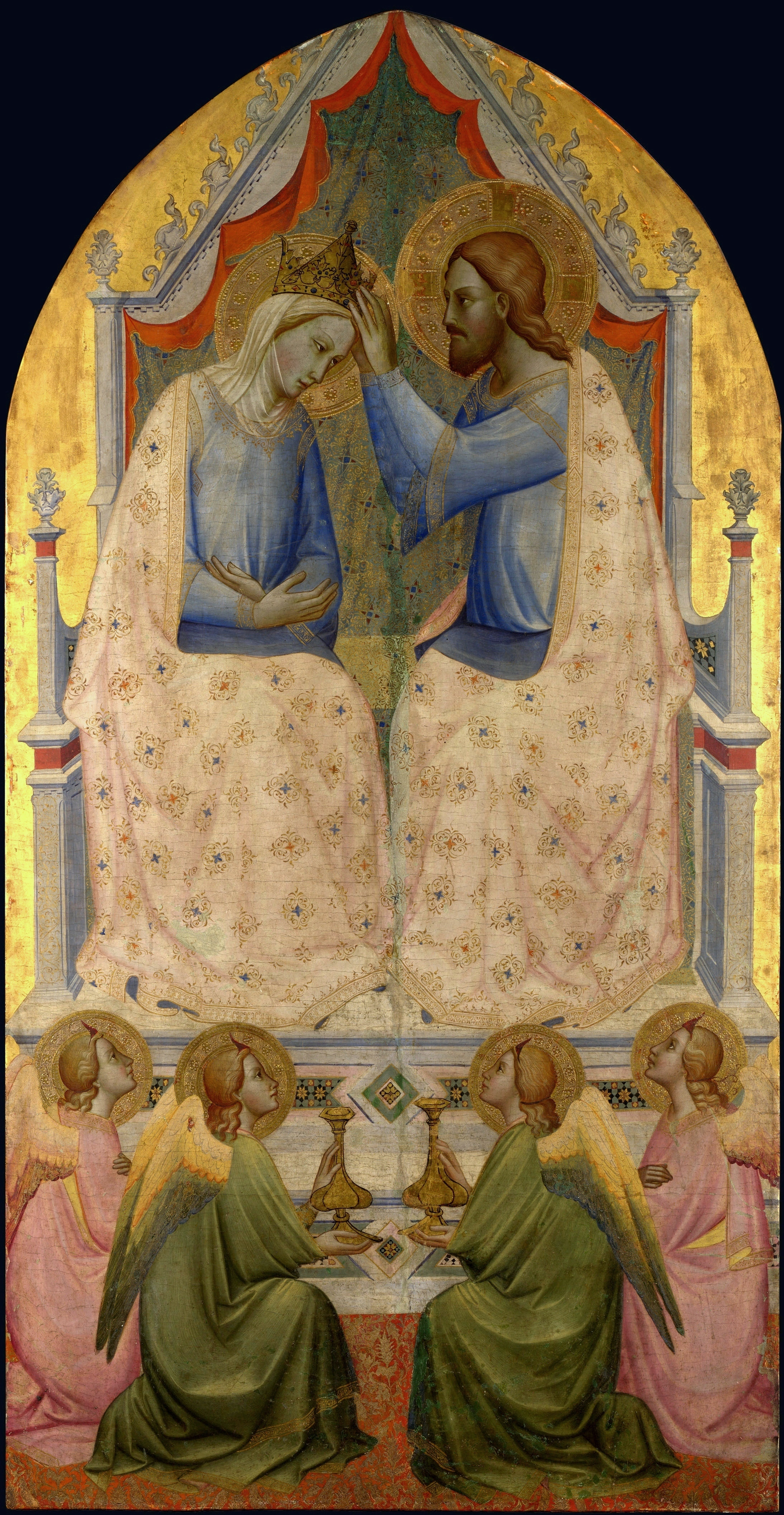
Coronació de la Mare de Déu (c. 1380). Pintura al tremp sobre fusta, 182 x 94 cm National Gallery de Londres

L'art d'Agnolo Gaddi manca quasi completament d'originalitat, sense reeixir a superar els esquemes giottescs. Respecte del mateix Giotto, Gaddi resulta menys eficaç en la representació dels rostres de les figures, sense assolir més que expressions buides i lacòniques.
Els crítics del segle XX com ara Giulio Carlo Argan i Pietro Toesca el tracten amb severitat, malgrat tot, el mateix Toesca reconeix que Agnolo Gaddi va gaudir d'un gran èxit en vida.
Només en els darrers anys, arran de la millora en el coneixement de la seua obra completa i de les restauracions dutes a terme, alguns crítics han començat a valorar parcialment la seua obra.
Una de les obres més significatives en què va treballar va ser la franciscana església de la Santa Creu de Florència, que va ser el projecte de decoració pictòrica més important de la ciutat en tot el segle xiv. Ací, l'any 1380 va pintar al fresc a la Capella Major la Llegenda de la Vera Creu, segons la Llegenda àuria de Iacopo da Varazze (molt estimada pels franciscans), sota comanda de Jacopo degli Alberti. La narració s'inicia amb Set, qui rep de Sant Miquel un ram de l'arbre del coneixement del Bé i del Mal. Set planta el ram al sepulcre d'Adam. Successivament, la narració segueix amb el creixement de l'arbre i amb la construcció d'un pont amb la seua fusta. Davant del pont, la Reina de Sabà s'agenolla profetitzant la futura mort del Salvador. El rei Salomó, en conèixer el fet fa colgar la fusta, que posteriorment serà trobada pels israelites, fent-ne la creu per a la Crucifixió de Crist. Al voltant de l'any 300 santa Helena, mare de l'emperador Constantí, troba la creu, i per verificar-ne l'origen toca amb ella el cos d'un mort; el mort ressuscita miraculosament.
A la paret esquerra santa Helena porta la creu a Jerusalem i Còsroes II, rei dels perses, furta la relíquia. Els darrers episodis representen Còsroes adorat pels seus cortesans, el Somni d'Heracli (l'emperador romà d'Orient que s'hi veu victoriós) i finalment la decapitació de Còsroes i l'entrada a peu nu i vestit de pelegrins a Jerusalem.
Tot i ser poc innovadores, aquestes pintures són interessants pel naturalisme en la cita de les situacions de la vida quotidiana, que Gaddi distribueix amb desimboltura en tot el fresc. Aquesta és probablement la seua obra més important, i fins i tot Giorgio Vasari en va copiar una figura i la va inserir com a exemple en les seues Vides d'Artistes.
L'any 1385, sense abandonar l'obra de Santa Croce, va pintar al fresc la Capella Castellani (anteriorment dita del Santíssim). El cicle narratiu inclou les “històries de Sant Antoni” (potser obra de Gherardo Starnina), de Sant Joan Baptista, de Sant Joan Evangelista i de Sant Nicolau.
L'any 1392 va traslladar-se a Prato, on va fer frescos per al Palau Datini i la Capella de la Sacra Cintola (El cinturó sagrat), a la Catedral de Prato. Gaddi hi narra la història del cinturó sagrat. La llegenda diu que Maria havia lliurat el cinturó (símbol de castedat i prova indiscutible) a Sant Tomàs. La relíquia va ser trobada i donada al segle xii a un mercader anomenat Michele Dagomari, qui la va portar a Prato. Per conservar la relíquia s'hi va construir i decorar una capella. Aquestes pintures són de les poques que deixen entreveure algunes novetats pictòriques, especialment en la representació nocturna de la Nativitat i en el viatge per mar del cinturó.
Cal dir que Lorenzo Monaco i Cennino Cennini van ser membres del taller de Gaddi.
Com cita el Registre dels Morts de Florència, el 1396, die XV mensis ottobr. Angelus Taddey taddi pictor de populo Sancti Petri magioris Quartierio Santi Johannis, seppultus in ecclesia Sante Crucis. Retulit Dopninus Fortiori becchamortus: banditus fuit (Milanesi).